# محمد صالح سليمان
محمد صالح سليمان العلي (مواليد 15 يوليو 1998، لاعب كرة قدم إماراتي يجيد اللعب في الوسط لعب سابقاً في نادي عجمان.
مثل نادي عجمان في الفئات السنية إلى أن وصل للفريق الأول عام 2017 و لعب معهم حتى عام 2023.